# In the Same Breath
In the Same Breath è un documentario del 2021 diretto e prodotto da Nanfu Wang.

## Trama
Il documentario mostra la risposta dei governi cinese e americano alla pandemia di COVID-19.

## Produzione
Nanfu Wang è ritornata negli USA dalla Cina, dove ha viaggiato per il Capodanno cinese, poco prima dello scoppio della pandemia di COVID-19, per lavorare su un altro progetto, lasciando suo figlio in Cina con sua madre. Successivamente, con l'inasprirsi della pandemia, Wang ha iniziato a preoccuparsi e a cercare informazioni sulla pandemia in Cina, le quali erano per la maggior parte false. Aveva inizialmente intenzione di realizzare un cortometraggio ma, dopo aver contattato dei filmmaker di Wuhan, si è resa conto che le storie della pandemia erano abbastanza importanti per essere invece un lungometraggio. Successivamente ha incorporato la risposta americana alla pandemia dopo aver visto il governo diffondere disinformazione. HBO Documentary Films è entrata successivamente nella produzione e distribuzione del film.

## Distribuzione
È stato presentato in anteprima mondiale al Sundance Film Festival 2021 il 28 gennaio 2021. È stato anche proiettato al South by Southwest nel marzo 2021. È stato distribuito in maniera limitata il 12 agosto 2021, da HBO Documentary Films, prima della sua trasmissione su HBO il 18 agosto 2021.

## Accoglienza
Su Rotten Tomatoes il film ha un indice di gradimento del 96% basato sulle recensioni di 50 critici, con un voto medio di 8,40/10. Il consenso della critica afferma che: "Avvincente e puntuale, In the Same Breath coglie la storia mentre viene scritta e i fallimenti governativi mentre amplificano la tragedia mondiale".
Manohla Dargis sul New York Times ha definito il film "uno sguardo chiaro e nitido sulla pandemia" che "fonde vividamente il politico con il personale". Richard Brody sul New Yorker scrive che il film "è un fervente lavoro di reportage, pieno di rivelazioni scioccanti sia a livello ravvicinato ed esperienziale che a livello di statistiche e tendenze generali". Sheri Flanders su Chicago Reader ha elogiato la regista perché "è stata abbastanza preveggente da inviare telecamere nascoste negli ospedali, nelle case e negli obitori per catturare la verità e l'angoscia, per poi seguire il virus, e il pasticciato insabbiamento, in America".